# Pilea margarettae
Espèce
Pilea margarettae est une espèce de plantes à fleurs de la famille des Urticaceae.